# تودغه سفلی
تودغه سفلی (به فرانسوی: Toudgha Essoufla) یک کومون در مراکش است که در استان تنغیر واقع شده‌است. تودغه سفلی ۱۲٬۸۴۴ نفر جمعیت دارد.